# Marco Antônio Feliciano
Marco Antônio Feliciano (Santos, 6 de fevereiro de 1951) é um ex-futebolista do Brasil, que atuava como lateral esquerdo.

## Carreira
Atuou como lateral-esquerdo pela Portuguesa Santista (1966 a 1968), Fluminense (1968 a 1976), Vasco (1976 a 1980), Bangu (1981 a 1983), Botafogo (1983 e 1984) e pela Seleção Brasileira.
Quando em atividade como jogador profissional, media 1,80m e tinha 69 kg.
Pelo Fluminense, Marco Antônio disputou 330 jogos, com 172 vitórias, 89 empates e 78 derrotas, marcando 28 gols.
No Bangu, participou em 106 partidas, com 48 vitórias, 34 empates e 24 derrotas, tendo marcado 7 gols
Foi convocado para a Copa do Mundo de 1970 e para a de 1974, tendo disputado 52 partidas pela Seleção Brasileira. É vencedor de cinco títulos do Campeonato Carioca, um do Campeonato Brasileiro e recebeu o prêmio Bola de Prata da revista Placar em 1975 e 1976.
Em 1982 foi citado no escândalo da Máfia da Loteria Esportiva.
Encerrando a prestigiosa carreira de jogador, passou a ser técnico, treinando nos anos de 1999 até 2001 o São Cristóvão de Futebol e Regatas, na categoria juvenil.

## Títulos
Seleção Brasileira
- Copa do Mundo: 1970
- Copa Roca: 1971
- Taça Independência: 1972
- Torneio Bicentenário dos Estados Unidos: 1976
- Copa Rio Branco: 1976
- Taça do Atlântico: 1976

Fluminense
- Campeonato Brasileiro: 1970
- Campeonato Carioca[8]: 1969, 1971, 1973 e 1975
- Taça Guanabara: 1969 e 1971
- Torneio José Macedo Aguiar: 1971
- Torneio Internacional de Verão do Rio de Janeiro: 1973
- Taça Associación de La Prensa  (Esporte Clube Bahia-BA versus Fluminense): 1969
- Taça João Durval Carneiro (Fluminense de Feira-BA versus Fluminense): 1969
- Taça Francisco Bueno Netto (Fluminense versus Palmeiras 2.ª edição): 1969
- Troféu Fadel Fadel - (Fla-Flu): 1969
- Troféu Brahma Esporte Clube: 1969
- Troféu Independência do Brasil - (Fla-Flu): 1970
- Taça Francisco Bueno Netto (Fluminense versus Palmeiras 3.ª edição): 1970
- Taça ABRP-Associação Brasileira de Relações Públicas 1950-1970 (Fluminense versus Vasco): 1970
- Taça Globo (Fluminense versus Clube Atlético Mineiro): 1970
- Troféu 27.º Aniversario dos Estados Árabes (Fluminense versus Vasco) -  1972
- Taça O GLOBO (Fla-Flu) - 1973
- Taça Professor Eurico Borba - 1974
- Taça Colméia (Fla-Flu) - 1974
- Taça Presidente Médici (Fla-Flu) - 1974
- Taça João Coelho Netto "Preguinho" (Fluminense versus Corinthians) - 1975
- Taça Federação Amazonense de Futebol (Atlético Rio Negro Clube-AM versus Fluminense) - 1975
- Troféu Governador Fragelli (Seleção de Cuiabá-MT versus Fluminense)- 1975
- Taça Interventor Federal (Bahia versus  Fluminense)- 1975

Vasco da Gama
- Campeonato Carioca: 1977
- Taça Guanabara: 1976 e 1977
- Torneio Heleno Nunes: 1976
- Taça Manoel do Nascimento: 1977
- Troféu Imprensa de Santa Catarina: 1977
- Torneio Cidade de Sevilha: 1979
- Troféu Festa de Elche: 1979
- Taça Gustavo de Carvalho: 1980
- Torneio Super Séries : 1980
- Troféu Colombino: 1980